# Once Upon a Time in Wonderland
Once Upon a Time in Wonderland (bra: Era Uma Vez no País das Maravilhas) é uma série de televisão americana do gênero fantasia e drama, criada por Edward Kitsis, Adam Horowitz, Zack Estin e Jane Espenson para a ABC Studios. A série é um spin-off de Once Upon a Time. Sua estreia ocorreu às 20:00(ET) na ABC. Já no Brasil, a estreia ocorreu em 8 de janeiro de 2014, pelo canal Sony.
A série se baseia em torno do conto de fadas mundialmente conhecido do escritor Lewis Carroll, Alice no País das Maravilhas, que narra as clássicas aventuras de uma garota chamada Alice, em um mundo fantástico, denominado  País das Maravilhas. Com o mesmo toque diferente das outras adaptações e no mesmo universo de Once Upon a Time. Na atual Maravilhas, com flashbacks da pré-maldição do lugar.
A história foi concluída com o fim da primeira e única temporada.

## Sinopse
Na cidade tipica vitoriana de Londres, uma jovem e bela garota chamada Alice Kingsleigh conta um conto de uma terra nova e estranha que existe do outro lado de um buraco de coelho. Um gato invisível, uma lagarta que fuma, e cartas que falam são apenas algumas das coisas fantásticas que ela viu durante esta aventura impossível. Acreditando que Alice está insana, os médicos pretendem curá-la com um tratamento, presumivelmente, uma lobotomia que vai fazê-la esquecer tudo. Alice parece pronta para colocar tudo isso para trás, especialmente a memória dolorosa do gênio Cyrus, com quem ela se apaixonou antes de perdê-lo para sempre. Mas, no fundo, ela sabe que este mundo é real. Só em cima da hora, o Valete de Copas e o irreprimível Coelho Branco foram salvá-la de um destino condenado. Agora Alice está determinada a encontrar Cyrus enquanto luta contra a maldade de Jafar e da Rainha Vermelha, e ao mesmo tempo lida com os outros perigos do País das Maravilhas, incluindo a infame Jaguadarte.

## Elenco

### Elenco regular
- Sophie Lowe como Alice (13 episódios)
- Michael Socha como Will Scarlet/Valete de Copas (13 episódios)
- Peter Gadiot como Cyrus (13 episódios)
- Emma Rigby como Anastasia/Rainha Vermelha (13 episódios)
- Naveen Andrews como Jafar (13 episódios)
- John Lithgow como Coelho Branco (voz) (9 episódios)

### Elenco recorrente
- Brian George como Sultão/Velho Prisioneiro (10 episódios)
- Ben Cotton como Tweedledum (10 episódios)
- Marty Finochio como Tweedledee (8 episódios)
- Iggy Pop como Lagarta Azul (voz)[2] (5 episódios)
- Peta Sergeant como Jaguadarte (5 episódios)
- Shaun Smyth como Edwin (4 episódios)
- Zuleikha Robinson como Amara (4 episódios)
- Lauren McKnight como Elizabeth "Lizard" (3 episódios)
- Heather Doerksen como Sarah (3 episódios)
- Dejan Loyola como Rafi (3 episódios)
- Raza Jaffrey como Taj (3 episódios)

### Participações especiais
| - Jonny Coyne como Dr. Lydgate (2 episódios) - Millie Bobby Brown como Alice Kingsleigh (criança) (2 episódios) - Anthony Keyvan como Jafar (jovem) (2 episódios) - Kylie Rogers como Millie (2 episódios) - Whoopi Goldberg como Sra. Coelho (voz) (2 episódios) - Leah Gibson como Nyx (2 episódios) - Keith David como Gato de Cheshire (voz) (1 episódio) - Jessy Schram como Cinderella/Ashley Boyd (1 episódio) - Lee Arenberg como Sonhador/Zangado/Leroy - Jordana Largy como a Fada Prateada (1 episódio) - Kristin Bauer van Straten como Malévola (voz) (1 episódio) | - Sean Maguire como Robin Hood (1 episódio) - Steve Bacic como Grendel (1 episódio) - Jason Burkart como João Pequeno (1 episódio) - Michael P. Northey como Frei Tuck (1 episódio) - Garwin Sanford como Rei Vermelho (1 episódio) - Sarah-Jane Redmond como a Mãe de Anastasia (1 episódio) - Amir Arison como o Sultão (jovem) (1 episódio) - Rekha Sharma como a Mãe de Jafar (1 episódio) - Barbara Hershey como Cora/Rainha de Copas (1 episódio) - Milli Wilkinson como Filha de Alice (1 episódio) - Amelia Wilkinson como Filha de Alice (1 episódio) |

## Episódios
| No. | Título                                   | Diretor(es)     | Escritor(es)                                             | Exibição Estados Unidos — Brasil            | Audiência (em milhões) |
| --- | ---------------------------------------- | --------------- | -------------------------------------------------------- | ------------------------------------------- | ---------------------- |
| 1 | "Down the Rabbit Hole Na Toca do Coelho" | Ralph Hemecker  | Edward Kitsis, Adam Horowitz Zack Estrin & Jane Espenson | 10 de Outubro de 2013 8 Janeiro de 2014     | 5.82                   |
| Alice volta para casa e seu pai lhe conta que todos achavam que ela tinha morrido. Suas histórias mirabolantes sobre um coelho branco falante e um lugar místico chamado País das Maravilhas terminam fazendo com que ela seja internada. No manicômio, o Dr. Lydgate a convence a fazer uma operação que vai permitir que ela esqueça tudo isso. Logo antes do procedimento começar, ela é resgatada pelo Cavaleiro de Copas que a leva até o Coelho, que a informa de que seu verdadeiro amor, Cyrus, ainda está vivo. Quando o trio atravessa o portal para retornar ao País das Maravilhas, Alice começa uma jornada para encontrar Cyrus, mas os terríveis Jafar e a Rainha Vermelha têm outros planos para ela. |                                          |                 |                                                          |                                             |                        |
| 2 | "Trust Me Confie em Mim"                 | Romeo Tirone    | Rina Mimoun                                              | 17 de Outubro de 2013 8 Janeiro de 2014     | 4.53                   |
| No País das Maravilhas, Alice arquiteta um plano para encontra Cyrus e usa a garrafa do gênio como isca para descobrir contra quem está lutando e quem são seus verdadeiros amigos. Enquanto isso, a Rainha Vermelha e Jafar batem de frente. Já em um flashback, descobrimos como Alice e Cyrus se apaixonaram e como o gênio foi parar no Pais das Maravilhas. |                                          |                 |                                                          |                                             |                        |
| 3 | "Forget Me Not Nó da Lembrança"          | David Solomon   | Richard Hatem                                            | 24 de Outubro de 2013 15 Janeiro de 2014    | 4.38                   |
| Em um flashback, conhecemos Will Scarlet, que é ninguém menos do que o Valete de Copas. Will se juntou aos homens de Robin Hood e os convenceu a roubar o ouro de Malévola, além de levar consigo um objeto que trouxe consequências nefastas. Enquanto isso, no País das Maravilhas, Cyrus consegue convencer a Rainha Vermelha e Jafar a enviar um servo atrás de Alice, o que acaba expondo algo que o Coelho Branco estava escondendo. |                                          |                 |                                                          |                                             |                        |
| 4 | "The Serpent A Serpente"                 | Ralph Hemecker  | Jan Nash                                                 | 7 de Novembro de 2013 22 Janeiro de 2014    | 3.55                   |
| A vida de Valete fica em perigo e Alice precisa tomar uma decisão: usar ou não um dos três preciosos desejos, ainda mais quando não sabe o que isso vai significar para ela e Cyrus. Ao mesmo tempo, sua nova amizade com o Lagarto revela uma das histórias do passado do Knave e os planos de fuga de Cyrus. Enquanto isso, o plano de Jafar de matar o Valete colocam a Rainha Vermelha em uma posição difícil, já que ela precisa pesar seus sentimentos por ele e seu desejo de conseguir o que quer. Para completar, um flashback explorará as origens de Jafar, revelando exatamente o que ele quer com Cyrus.                                                                                                 |                                          |                 |                                                          |                                             |                        |
| 5 | "Heart of Stone Coração de Pedra"        | Paul Edwards    | Katie Wech                                               | 14 de Novembro de 2013 29 Janeiro de 2014   | 3.73                   |
| Em um flashback, Will Scarlet e Anastasia pulam pelo espelho para entrar no País das Maravilhas contra o desejo da mãe dela. Logo, eles percebem que a vida ali não é exatamente como haviam imaginado. Após ser humilhada, Ana convence Will a roubar as joias da coroa para sair da pobreza mas, em um instante, Ana é pega pelo Rei Vermelho que faz uma proposta que ela não pode recusar — casar-se com ele e virar rainha para evitar ser executada. Já no presente, a Rainha Vermelha convence Alice a ajudá-la a conseguir pó mágico em troca de informações sobre Cyrus que, ao mesmo tempo, conseguiu escapar do castelo de Jafar levando com ele o Coelho Branco em uma situação comprometedora.           |                                          |                 |                                                          |                                             |                        |
| 6 | "Who's Alice? Quem é Alice?"             | Ron Underwood   | Jerome Schwartz                                          | 21 de Novembro de 2013 5 Fevereiro de 2014  | 3.53                   |
| Jafar faz uma visita ao sanatório e ao Dr. Lydgate para descobrir informações sobre sua inimiga, ao mesmo tempo em que Alice segue para a floresta negra para uma missão. Enquanto isso, o Valete é acordado pela magia de um aliado inesperado e sai em busca de Alice, encontrando-a em perigo. Para completar, ele precisa fazer o seu melhor para escapar da Rainha Vermelha. Já em um flashback, Alice volta para a Inglaterra vitoriana. |                                          |                 |                                                          |                                             |                        |
| 7 | "Bad Blood Sangue Ruim"                  | Ciaran Donnelly | Jane Espenson                                            | 5 de Dezembro de 2013 12 Fevereiro de 2014  | 3.24                   |
| Quando Alice descobre que seu pai está no Pais das Maravilhas, eles começam a curar a relação quebrada entre pai e filha, o que leva a garota a ter que tomar uma difícil decisão. Enquanto isso, em um flashback, Jafar fica perturbado emocionalmente após a morte de sua mãe, mostrando o motivo do personagem ter se tornado um vilão temido nos dias atuais. |                                          |                 |                                                          |                                             |                        |
| 8 | "Home Lar"                               | Romeo Tirone    | Edward Kitsis, Adam Horowitz & Zack Estrin               | 12 de Dezembro de 2013 19 Fevereiro de 2014 | 3.30                   |
| Em um flashback, descobrimos a história de origem de Cyrus, ao mesmo tempo em que Alice procura o coelho branco para obter respostas envolvendo suas ações no Pais das Maravilhas. Enquanto isso, a tensão entre a Rainha Vermelha e Jafar chega ao seu limite, seguido por uma série de eventos caóticos. As gigantescas consequências trazidas pela briga dos vilões colocará todos em risco e levará a uma drástica mudança. |                                          |                 |                                                          |                                             |                        |
| 9 | "Nothing to Fear Nada a Temer"           | Michael Slovis  | Richard Hatam & Jen Kao                                  | 6 de Março de 2014 22 Fevereiro de 2014     | 3.27                   |
| Cyrus e Alice relutantemente trabalham ao lado da Rainha Vermelha para encontrar Will, ao mesmo tempo que precisam estar preparados para se defenderem dos ataques de Jafar. Enquanto isso, Will também enfrenta problemas quando a Lagarta encontra a garrafa. |                                          |                 |                                                          |                                             |                        |
| 10 | "Dirty Little Secrets Segredinhos Sujos" | Alex Zakrzewski | Adam Nussdorf & Rina Mimoun                              | 13 de Março de 2014 22 Fevereiro de 2014    | 3.22                   |
| Em um flashback, as ações de Cyrus levam a um dia fatídico em que sua mãe se encontra à beira da morte. Uma decisão é tomada, mas Cyrus e seus irmãos terão um preço a pagar por isso. Enquanto isso, depois de se unirem, Alice, Cyrus, o Valete e a Rainha Vermelha se dividem em dois grupos, o que deixa o Valete e a Rainha Vermelha cara a cara com a temível Jaguadarte. Além disso, o sentimento de culpa de Cyrus sobre o seu passado coloca seu relacionamento com Alice em teste. |                                          |                 |                                                          |                                             |                        |
| 11 | "Heart of the Matter Coração da Questão" | David Boyd      | Jenny Kao & Katie Wech                                   | 20 de Março de 2014 22 Fevereiro de 2014    | 3.51                   |
| Alice e Cyrus descobrem informações alarmantes envolvendo os prisioneiros que Jafar tem sob seu controle e mudam suas prioridades. Enquanto isso, a Rainha Vermelha está em grande perigo e ninguém pode ajudá-la, exceto o Valete, que pode entregar informações a Jafar que ele está desesperadamente procurando. Em flashback, Anastasia está prestes a se casar com o Rei Vermelho e inicia uma amizade com Cora que impacta diretamente Will. Cora também confronta Will, o que leva ele a fazer um pedido chocante em resposta. |                                          |                 |                                                          |                                             |                        |
| 12 | "To Catch a Thief Para Pegar Um Ladrão"  | Billy Gierhart  | Adam Nussdorf & Jerome Schwartz                          | 27 de Março de 2014 22 Fevereiro de 2014    | 3.35                   |
| Em um flashback, Valete caça Alice por instruções da Rainha de Copas, mas ele acaba fechando um acordo com Alice para obter o seu coração de volta, que havia sido tomado pela Rainha de Copas. No presente, a amizade de Alice e Valete é testada, quando ele obedece a ordem de Jafar e rouba algum muito importante de Alice. Enquanto isso, a infame Jaguadarte tenta se libertar do controle de Jafar e é confrontada por seu parceiro. |                                          |                 |                                                          |                                             |                        |
| 13 | "And They Lived... E Eles Viveram..."    | Kari Skogland   | Edward Kitsis, Adam Horowitz & Zack Estrin               | 3 de Abril de 2014 22 Fevereiro de 2014     | 3.38                   |
| O todo-poderoso Jafar consegue fazer seu pai amá-lo e fazer Anastasia pensar que ela o ama. Depois da fuga de Alice, Cyrus e Amara, Jafar aprisiona a Jaguadarte e convida um exército de soldados mortos para fazer o seu ataque. Enquanto isso, Alice e o Coelho Branco elevam o seu próprio exército para lutar contra Jafar e salvar o reino. |                                          |                 |                                                          |                                             |                        |

## Produção
Em fevereiro de 2013, Kitsis e Horowitz, juntamente com os produtores Zack Estrin e Jane Espenson, desenvolveu um spin-off com foco do conto Alice no País das Maravilhas criado por Lewis Carroll. O show vai incluir novos personagens, como "Amahl, descrito como exótico, com alma e otimista;. E O valete, um aventureiro sarcástico, um homem de ação, um solitário e um "heart-breaker" Em 28 de março de 2013, foi anunciado que Sophie Lowe seria retratar o papel principal de Alice. Também foi anunciado que Peter Gadiot jogaria seu interesse amoroso, Cyrus, que tem "um fundo". Michael Socha vai retratar o Valete de Copas.
Barbara Hershey, que tem aparecido como Cora, a Rainha de Copas, na série principal, apareceu neste spin-off no episódio 11, reprisando o mesmo papel em histórias passadas. Além disso, durante o mês de abril, Paul Reubens foi escalado como a voz do Coelho Branco e Emma Rigby foi escalada como a Rainha Vermelha.
Em 10 de maio de 2013, a ABC anunciou que tinha sinal verde do spin-off, assim como também anunciar que John Lithgow substituiria Reubens como a voz do Coelho Branco. Em 14 de maio de 2013, a ABC anunciou que o spin-off vai ao ar no intervalo de tempo quinta-feira, em vez de torná-lo um fill-in para a série principal. "Nós realmente queremos contar a história sem ter que se preocupar sobre como para esticá-la por cinco anos", disse Edward Kitsis. "Isto não é para ser uma temporada de 22 episódios. Seja o que acaba sendo, vamos ter contado uma história completa ...". Foi revelado em agosto no TCA Press Tour Verão que, ao contrário do anterior relatos de que mais de 13 episódios foram encomendados para fora da porta, apenas a quantidade usual de 13 episódios foram encomendados. Edward Kitsis e Adam Horowitz, comentou: "No entanto, muitos que acabam fazendo nesta temporada, o que estamos planejando fazer é dizer uma espécie de conto completo, com começo, meio e fim" e acrescentou: "Se ele faz bem as pessoas gostam isso, espero que nós vamos voltar e dizer mais uma aventura com esse elenco".
Na Comic-Con 2013, foi anunciado que o ex-estrela de Lost, Naveen Andrews, iria se juntar ao elenco como o vilão Jafar. Foi anunciado em setembro que Keith David e Iggy Pop também seria incluído no elenco, como o Gato de Cheshire e Centopeia, respectivamente. Iggy Pop será um substituto para Roger Daltrey, que dublou o personagem originalmente como uma estrela de convidado em Once Upon a Time. Barbara Hershey reprisou seu papel como a Rainha de Copas em um episódio.

## Recepção
Comentários sobre o show foram em geral favoráveis. O programa tem uma pontuação de 61/100 no Metacritic com base em 21 comentários. Mary McNamara do Los Angeles Times deu o show com uma crítica positiva e escreveu: "Há muito do bom, do belo e etc. Parte dela é por causa do CG  ( O palácio da Rainha Vermelha é esplêndido, e as orelhas do coelho branco uma obra-prima), e alguns por apenas boas histórias, boa química  e performance, que Lowe e Socha têm em abundância. Acrescente a isso um punhado de espirituoso diálogo, reviravoltas inteligentes, personagens cativantes e, é claro, o visual steampunk vitoriano e gótico. A ABC tem outra chance de redefinir a hora da família". David Wiegand do San Francisco Chronicle disse que, embora o enredo era "um pouco estofado" , ele escreveu que "os efeitos especiais, direção nítida e performances de alta categoria nos mantêm interessado o suficiente para seguir Alice na toca do coelho". Brian Lowry da Variety deu o show uma revisão mista, escrevendo, "Wonderland (País das Maravilhas) é igualmente bonito, como Once Upon a Time, mas por trás desses cenários virtuais escondem muitas falhas potenciais. Uma Alice atraente certamente ajuda, mas o enredo reduz a probabilidade de um 'final de conto de fadas'".